# Côte amalfitaine
La côte amalfitaine en Italie (en italien : Costiera amalfitana), se trouve dans la province de Salerne et commence tout de suite après la péninsule de Sorrente. Elle s'étend de Positano à l'ouest, à Vietri sul Mare, à l'est, sur environ 25 km de côte dans le golfe de Salerne.
La côte amalfitaine est connue dans le monde entier pour son relief très accidenté, la beauté et la grande diversité de ses paysages, ses villages pittoresques. Elle tire son nom de la ville d'Amalfi, cœur géographique et historique de la côte.
La côte amalfitaine est classée au patrimoine mondial de l'humanité depuis 1997.
Les principales cités de cette côte rocheuse spectaculaire sont, en venant de Sorrente : Positano, Praiano, Amalfi et Ravello.

## Communes
Amalfi, Atrani, Cetara, Conca dei Marini, Furore, Maiori, Minori, Positano, Praiano, Ravello, Scala, Tramonti, Vietri sul Mare.

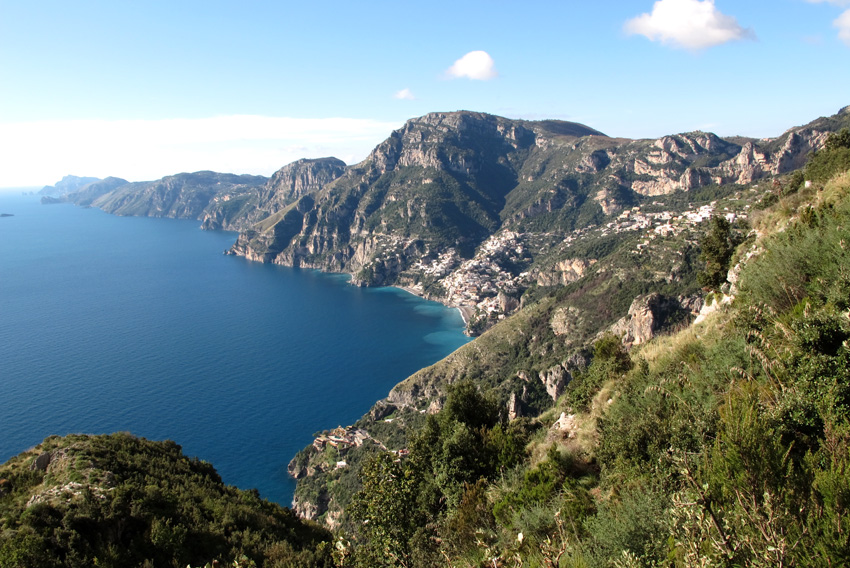
La côte amalfitaine vue du sentier des dieux en direction de Positano.

## Légende
Depuis l'Antiquité, les poètes racontent que, lorsqu'ils voulaient écouter le chant des sirènes, les dieux de l'Olympe empruntaient le sentier qui surplombe la côte amalfitaine, de Bomerano à Nocelle : le sentier des dieux (Sentiero degli Dei). De ce balcon, ils embrassaient tout le golfe de Salerne, depuis la riviera du Cilento jusqu'à la pointe de Sorrente et, plus à l'ouest encore, jusqu'à Capri et ses fameux rochers, les faraglioni. Ils apercevaient surtout le petit archipel Li Galli, refuge des femmes-oiseaux à la voix ensorceleuse. Aujourd'hui, les sirènes se sont tues. Les dieux ont pris leur retraite. Mais le sentier, lui, demeure, huit kilomètres à flirter avec l'abîme, d'est en ouest. C'est à Bomerano, un hameau d'Agerola, qu'on trouve son départ, non sans mal. À l'angle de la piazza Paolo Capasso, une rue descend jusqu'au chemin. Là, des panneaux confirment qu'on est à 650 mètres d'altitude, au cœur d'un paysage classé patrimoine mondial par l'UNESCO depuis 1997.

## Représentation

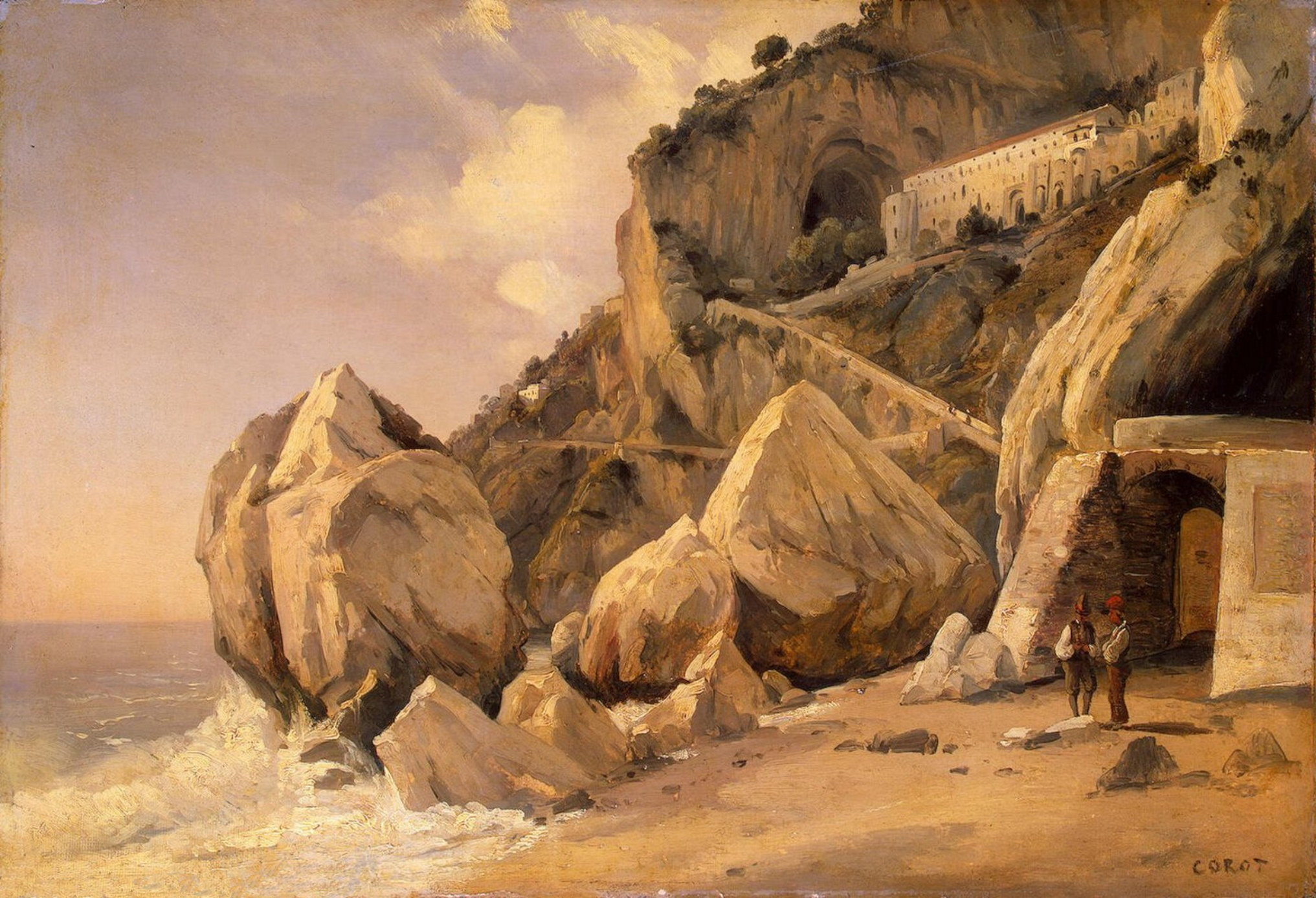
Rochers à Amalfi
Camille Corot, 1828
musée de l'Ermitage, Saint-Pétersbourg